# Giuseppina Di Blasi
Giuseppina Di Blasi (Menfi, 14 gennaio 1979) è un'ex arciera italiana.

## Carriera
Nata a Menfi, in provincia di Agrigento, nel 1979, a 17 anni partecipa alle Olimpiadi di Atlanta 1996 nel tiro con l'arco, arrivando sessantesima nella gara individuale e nona in quella a squadre, insieme a Giovanna Aldegani e Paola Fantato. Medaglia d’oro ai campionati Europei junior 1995-1997. Medaglia d’oro a squadre ai campionati europei assoluti 1996. Ha fatto parte dell'Associazione Sportiva Arcieri Millusiani.